# Cratere Guillaume
Guillaume è un cratere lunare di 56,75 km situato nella parte nord-orientale della faccia nascosta della Luna, a sudest del cratere Perkin.
È un cratere eroso, e le sue forme sono state arrotondate e consumate nel tempo. Un gruppo di piccoli crateri ricopre il bordo nordest e altri giacciono lungo il bordo a sud e a ovest. Il fondo a forma di conca non possiede caratteristiche di rilievo.
Il cratere è dedicato al fisico svizzero Charles Edouard Guillaume.

## Crateri correlati
Alcuni crateri minori situati in prossimità di Guillaume sono convenzionalmente identificati, sulle mappe lunari, attraverso una lettera associata al nome.
| Guillaume | Coordinate             | Diametro (in km) |
| --------- | ---------------------- | ---------------- |
| B         | 47°10′12″N 172°28′12″W | 27,93            |
| D         | 46°22′48″N 170°21′36″W | 26,84            |
| F         | 45°13′12″N 169°22′48″W | 34,87            |
| J         | 43°33′36″N 170°31′12″W | 16,59            |